# 正室
正室（せいしつ）は、高貴な人物の正式な妻のこと。正妻・本妻ともいう。律令制の元では嫡妻（ちゃくさい）とも呼ばれていた（原則として1人）。これに対し、正室以外を側室という。

## 律令制における嫡妻
奈良・平安時代の律令の元では事実上の一夫多妻制であり、夫が最初に婚姻を結んだ女性を嫡妻あるいは前妻（こなみ）と呼んだ。これは複数の正室を迎える場合があったとしても、嫡妻と法的に認められるのは1人だけであり、貴族の子弟の立身を定めた蔭位においては嫡妻が産んだ長男が嫡子と呼称されて父の後継者とする制度が法制度として存在していた。平安時代後期以後には蔭位制度が形骸化し、代わって父が自らの地位・財産の継承者として嫡子を選択するようになったため、嫡妻の法的意味が失われていくことになる。

## 妻としての正室
正室は主に日本の歴史において、公卿や将軍・大名など高い身分を有する者が、複数の配偶者を得る場合に、そのうちの最も身分の高い者を正室と称した。また、正室に準ずる地位にある配偶者を側室と称した。
21世紀現在の日本では「日本の歴史上、正室は1人のみであった」という認識が一般的であるが、福田千鶴（九州大学教授）は『淀殿 : われ太閤の妻となりて』（ミネルヴァ書房、2007年）等の著作でこの認識に異議を唱え、
- 「正室は一人のみ」と規定されるのは江戸時代の武家諸法度以降であり、平安時代の公卿などが複数の正室を迎えた例が確認できる。
- 21世紀現在の日本で「豊臣秀吉の側室」と認識されるのが一般的である、浅井茶々（淀殿）や京極竜子（松の丸殿）らが、同時代史料において「豊臣秀吉の正室」と扱われている。

ことを指摘している。
その後、福田はこの問題に関する研究を続け、2012年に発表された「一夫一妻制の原則と世襲制」（『歴史評論』747号）の中で更にいくつかの点について指摘して自説を補強した。すなわち、
- 江戸時代初期に刊行された『日葡辞書』には「本妻」「別妻」「妾」の項目はあるが、「正室」「側室」の項目はない。辞書的書物で「側室」が登場する初出は享保年間に編纂された『秉燭譚』である。
- 『武家諸法度』において大名の婚姻には将軍の許可を必要する規定が導入され、各藩もこれに倣ったため、下級武士にも浸透することになった。条文からは将軍の許可があれば複数の妻が持てたと解釈出来るが、実際にはそうした例がなく、重婚による処罰例が出てくるのもこれ以降であることから、事実上一名の正室（本妻）しか認められなくなったと考えられる。なお、この制度の導入意図は大名間で勝手に血縁関係を結ぶことを制約したり、大名の妻を人質として江戸に留め置く（国元に大名の妻がいる状況を生まないようにする）などの大名統制上の要請であったと思われる。
- この規定が制定された当時、諸大名の間では正室以外の子供がいることが発覚すると武家諸法度違反で改易されることを恐れて、全て正室の実子として届け出るか、最初から存在しないことにしたと推定される事例が見られる。前者は前田利常や諏訪頼水の正室が生んだ子供の異常な多さに、後者は榊原勝政や松平頼重・徳川光圀兄弟が表から隠された逸話によって知られる（頼重・光圀兄弟は英勝院の画策で将軍徳川秀忠の御目通りが叶って公認されている）。
- しかし、正室が男子を儲けるとは限らず、大名家では無嗣改易が相次ぎ、将軍家でも正室の子ではない将軍（徳川家綱・綱吉）が続いた。この現状に対応するため、幕府では末期養子を容認し、享保9年（1724年）一定の条件を付けて妾を妻に直すことを認めることにし、同18年には全ての武士において婚姻を行うには主君への縁組願の提出と婚儀の実施を義務付けると共に妾を妻に直す際にもこの手続を行うように定めた。後者は妾を妻に直すこと自体の現実性とは別に妾が事実妻の役割を果たしている現実を幕府が追認したという意味合いの方が大きい。
- こうした流れを受けて、18世紀以降の大名家では藩主の子を産んだなどの功績があった妾に対して特別な待遇（例えば、正妻に準じる扱いをする）を与えることが行われるようになった。これが「側室」制度の始まりである。

武家においては、正室が死没した場合は正室としての待遇により、継室を迎えることも多くあった。
特に古代から近世までの歴史においては、多くの場合に正室は主に下女の取り扱いや側室、家臣の婚姻など、大名などの婚家の奥向を司り、一家の主たる者も新たな側室を迎える場合や妻の奥向に関する場合、下女の人事には基本的には正室の許しを得ずしては執り行えなかったとされる。
なお、正室に対しての側室はあくまで使用人としての存在であり、「側室が正室になる」という形は本来有り得ないことである。その一方で、『武家諸法度』によって事実上禁じられていた側室の存在が合法化された根拠になるのは、その実現可能性は別として「側室が正室になる」規則の存在があったからという、一種の矛盾の上に成立している制度であった。

## 母としての正室
将軍ないし大名が正室および側室の間に複数の男子がある場合、主に正室を母として生まれた男子のうち最年長の者を嫡男とする例が多く、側室の産んだ子がたとえ長男であったとしても庶長子として嫡男よりも風下に位置付けられることもあった。
正室と側室の双方が産んだ子のいずれが家の後継者となるかについては、室の実家の家柄や勢力が作用することが大きく、嫡男と目された男子の養育や家臣には、後継後の家政の主流として期待される人物が配置されることが多いが、父たる当主のときどきの意向や子との方針の一致不一致や、その子の人格や品行や、それに伴う家臣の人望や非主流の思わくが左右することもあった。
また、正室の死没または離婚後に当主が継室（後妻）を迎え入れた場合、先妻の子が後継となるのが主流ではあったが、継室の産んだ子が後継者の候補に立てられる場合もあり、お家騒動にもつながった。この場合には、生母の実家の勢力の推移や家中の意志だけではなく、ときの為政者や上位家系の意向が左右することもあった。

## 敬称
日本では、帝、王の正室は后。公卿は「北政所」・「北向殿」。将軍であれば「御台所」。公家など高位の者では「北の方」。
江戸時代は、将軍世子、御三家当主、御三卿当主の正室は「御簾中」。十万石以上の大名では「御前様」。また将軍家から大名へ降嫁し御守殿に居住した場合では「御守殿」。
それ以外の大名や旗本一般に広く見られたのは「奥方さま」（奥様）・「お屋敷さま」・「お方さま」などである。与力（殿様とは呼ばれない）も「奥様」が見られた。
御家人の本妻は「御新造さま」などと称された。
また一般民衆へも広がった結果、「奥様」・「おかみさま」。